# Gallina vecchia fa buon brodo
Gallina vecchia fa buon brodo итал. (изговор: галина векја фа буон бродо). Стара кока, добра чорба.

## Изрека у српској језику
У српском језику се каже и „Стара кока, добра јуха“.

## Значење
Изрека каже да старије особе имају искуство, знање и друге добре особине и да старије никако не треба занемарити ни као пожељне полне партнере. Зато се у нас још каже: Без старца нема ударца!